# Prevalje
Prevalje – miasto w Słowenii, siedziba gminy Prevalje. W 2018 roku liczba ludności miasta wynosiła 4594 mieszkańców.